# Sarnia Cherie
Sarnia Cherie ist die Hymne der britischen Insel Guernsey. Sarnia ist der lateinische Name der Insel. George Deighton schrieb Sarnia Cherie 1911. Ein Jahr später komponierte Domenico Santangelo den Text. Die Uraufführung fand 1911 im St. Julian's Theatre statt (heute ist es als Gaumont Cinema bekannt).

## Englische Version
Sarnia; dear Homeland, Gem of the sea.
Island of beauty, my heart longs for thee.
Thy voice calls me ever, in waking, or sleep,
Till my soul cries with anguish, my eyes ache to weep.
In fancy I see thee, again as of yore,
Thy verdure clad hills and thy wave beaten shore.
Thy rock sheltered bays, ah; of all thou art best,
I'm returning to greet thee, dear island of rest.
CHOR
Sarnia Cherie. Gem of the sea.
Home of my childhood, my heart longs for thee.
Thy voice calls me ever, forget thee I'll never,
Island of beauty. Sarnia Cherie.
I left thee in anger, I knew not thy worth.
Journeyed afar, to the ends  of the earth.
Was told of far countries, the heav'n of the bold,
Where the soil gave up diamonds, silver and gold.
The sun always shone, and "race" took no part,
But thy cry always reached me, its pain wrenched my heart.
So I'm coming home, thou of all art the best.
Returning to greet thee, dear island of rest.
CHOR

## Version in Guernesiais
Es gibt auch eine Version in der inseleigenen Sprache Guernésiais:
Sarnia, chière patrie, bijou d'la maïr,
Ile plloinne dé biautai, dans d'iaoue si cllaire
Ta vouaix m'appeule terjous, mon tcheur plloin d'envie,
Et mon âme té crie en poine, mes iars voudraient t'veis.
Quaend j'saonge, j'té vaie derchier, mesme comme t'étais d'vànt,
Tes côtis si vaerts et ton sabllaon si bllànc,
Tes bànques et tes rotchets. Ah! Dé toutes la pus belle.
Mon réfuge et mon r'pos, chière île qu'est si belle.
Sarnia Chérie, ma chière patrie,
D'l'île dé ma nèissance, mon tcheur a envie
Ta vouaix m'appeule terjours,
Et j'pense à té chaque jour.
Ile plloinne dé biautai, Sarnia Chérie.
Sàns saver ta valeur, j'm'en fus en colère,
Je v'yagis si llian, à l'aute but dé la terre.
I m'dirent dé biaux pays, et j'm'en fus brâment
Oueque la terre baillait à haut d'l'or et dé l'argent.
Nous 'tait tous amis et i fit bal chaque jeur,
Mais ta vouaix m'applait terjours, a m'déteurtait l'tcheur.
Ch'est pourtchi qué j'm'en vians. Ah! té veis, la millaeure.
Ma chière île dé répos, dé chenna j'sis saeure.
Sarnia Chérie, ma chière patrie,
D'l'île dé ma nèissance, mon tcheur a envie
Ta vouaix m'appeule terjours,
Et j'pense à té chaque jour.
Ile plloinne dé biautai, Sarnia Chérie.

## Deutsche Übersetzung
Sarnia, liebe Heimat, Juwele des Meeres.
Insel der Schönheit, mein Herz sehnt sich nach dir.
Deine Stimme ruft mich immer, im Wachen oder Schlafen,
Bis meine Seele schreit vor Schmerz, und meine Augen anfangen zu weinen.
In meiner Phantasie sehe ich dich wieder wie einst,
Deine Grünpflanzen bewachsenen Hügeln und deine Wellen, die ans Ufer schlagen.
Deine von Felsen geschützten Buchten, ah, du bist die beste von allenn,
Ich komme wieder, um dich zu grüßen, liebe Insel der Ruhe.
CHOR
Sarnia Cherie. Juwel des Meeres.
Heimat meiner Kindheit, mein Herz sehnt sich nach dir.
Deine Stimme ruft mich immer, dich werde ich nie vergessen,
Insel der Schönheit. Sarnia Cherie.
Ich verließ dich im Zorn, kannte nicht deinen Wert.
Reiste in die Ferne, bis ans Ende der Erde.
Mir wurde von fernen Ländern erzählt, Himmel der Armen,
Wo aus dem Boden Diamanten kamen, Silber und Gold.
Die Sonne immer schien, und "Rasse" keine Rolle spielte,
Aber dein Ruf erreichte mich immer, und es brach mir das Herz
Also ich komme zu dir nach Hause, du beste aller Künste
Ich komme wieder, um dich zu grüßen, liebe Insel der Ruhe.
CHOR